# Trirenggo
Trirenggo is een bestuurslaag in het regentschap Bantul van de provincie Jogjakarta, Indonesië. Trirenggo telt 16.756 inwoners (volkstelling 2010).